# Beata wickhami
Beata wickhami é uma espécie de aranha saltadora da família Salticidae

. Pode ser encontrada nos Estados Unidos, nas Bahamas e em Cuba
.